# Puente Jacques Cartier
El puente Jacques-Cartier (en francés y oficialmente Pont Jacques-Cartier) se sitúa en Montreal, Quebec. Cruza el río San Lorenzo, enlazando la isla de Montreal y la ciudad de Longueuil, en la orilla sur. Aproximadamente 43 millones de vehículos toman el puente Jacques-Cartier cada año.

## Descripción

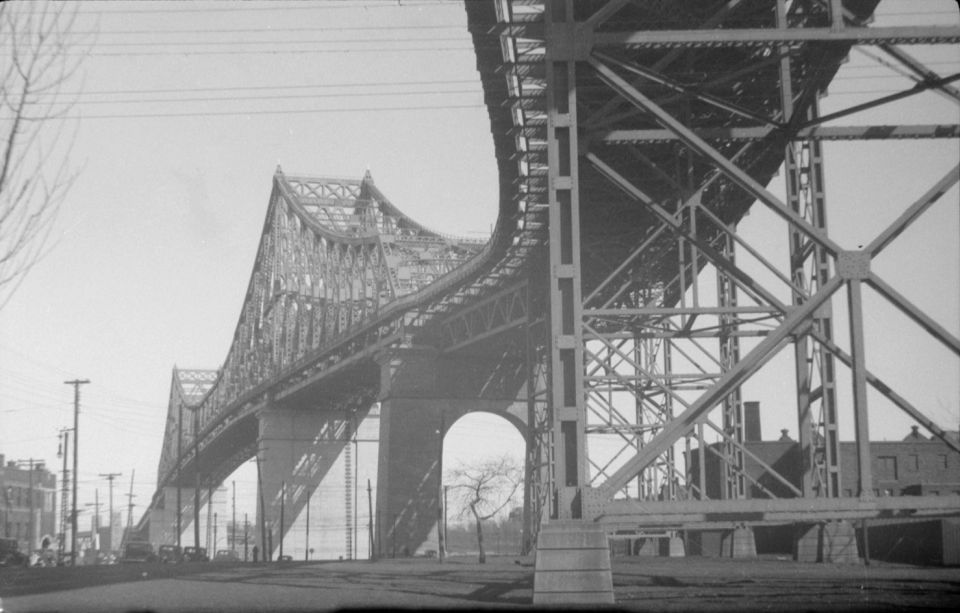
El puente Jacques-Cartier, 1937

Fue abierto a la circulación el 14 de mayo de 1930, pero la inauguración tuvo lugar algunos días más tarde, el 24 de mayo. El puente se inauguró con el nombre de Pont du Havre, pero fue rebautizado Pont Jacques-Cartier en 1934 como contestación a la petición popular, para honrar así al explorador que descubrió Canadá en 1534. Construido en acero y con un coste de 75 millones de dólares, los trabajos duraron dos años y medio. El flujo de vehículos actual se estima en aproximadamente 43 millones de vehículos al año.
En aquella época, los usuarios del puente debían pagar un peaje con el fin de atravesar el puente. Más tarde, los usuarios pudieron disponer de fichas de peaje, válidas para los puentes Jacques-Cartier y Champlain. Los puestos de peaje se abolieron en 1962.

## Curiosidades
- En este mismo puente se grabó el videoclip de Welcome To My Life, una canción de la formación Simple Plan.